# Индржих Фюгнер
Индржих Фюгнер (на чешки: Jindřich Fügner) е чешки общественик.
Роден е на 12 септември 1822 година в Прага като Хайнрих Фюгнер в семейството на заможен търговец, който е етнически немец. Той получава добро образование и развива успешна дейност като собственик на застрахователна компания. Въпреки етническия си произход, става активен привърженик на чешкото национално движение и променя името си на Индржих. Заедно с Мирослав Тирш основава спортното дружество „Сокол“, което се превръща в масово движение с клонове в различни страни, сред които е и българското дружество „Юнак“.
Индржих Фюгнер умира на 15 ноември 1865 година в Прага, вероятно от отравяне на кръвта, а погребението му се превръща в мащабна демонстрация на чешкото национално движение.